# Xanh chromi
 #40826D 
Màu xanh crom là chất liệu màu xanh lá cây ánh xanh lam, là màu của crom(III) oxit ngậm nước, có độ bão hòa màu trung bình và tương đối sẫm. Nó được cảm nhận là có màu xanh lá cây nhiều hơn xanh lam.

## Tọa độ
- Số Hex =  #40826D
- RGB   (r, g, b)      = (64, 130, 109)
- CMYK  (c, m, y, k)   = (75, 49, 57, 0)